# Gumnisko (powiat wieruszowski)
Gumnisko – wieś w Polsce położona w województwie łódzkim, w powiecie wieruszowskim, w gminie Sokolniki.
W latach 1975–1998 miejscowość należała administracyjnie do województwa kaliskiego.